# Скарвелис, Спиридон
 Спиридон Скарвелис  (греч.  Σπυρίδων Σκαρβέλης   Керкира, 1868 — Керкира, 1942) — греческий художник конца 19-го -начала 20-го веков. Один из последних представителей Семиостровной школы греческой живописи.

## Биография

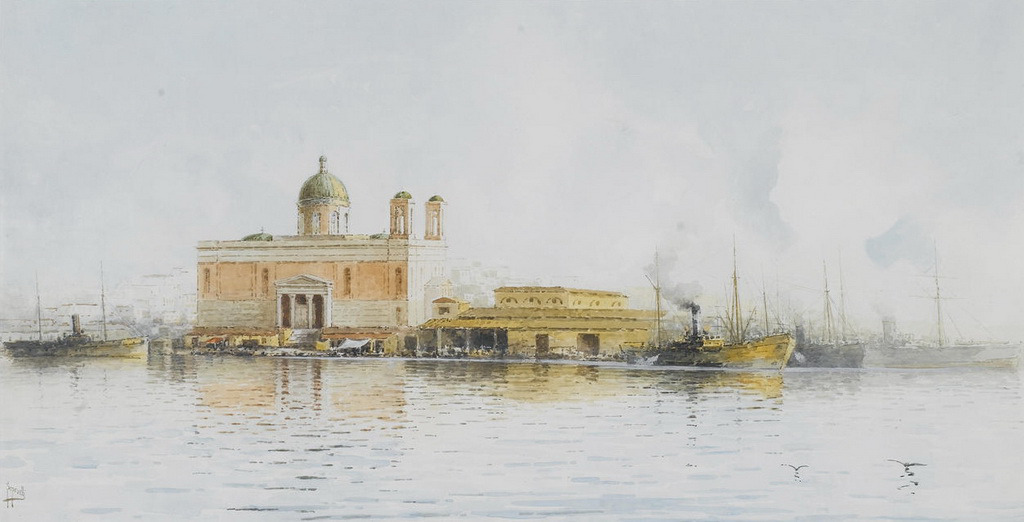
«Здание таможни в Порт-Саиде».

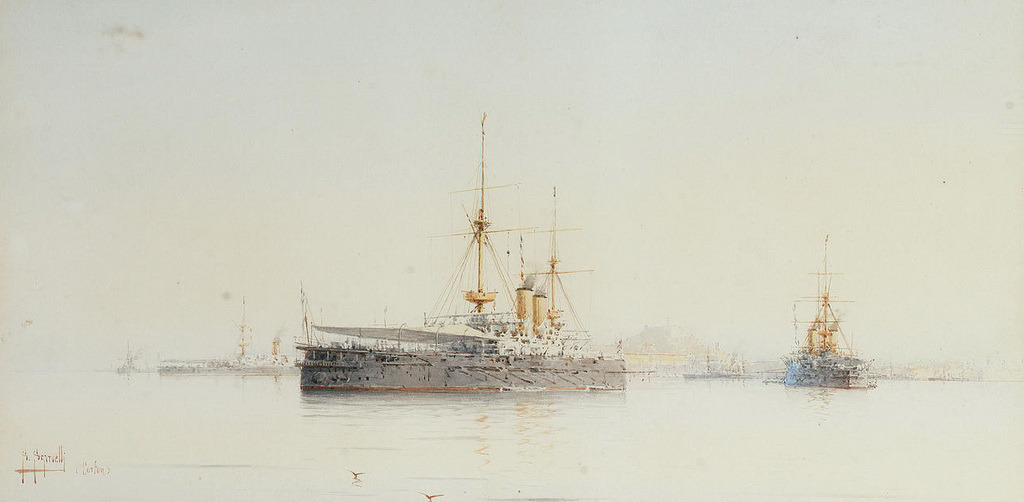
«Корабли на якорях на рейде Керкиры».

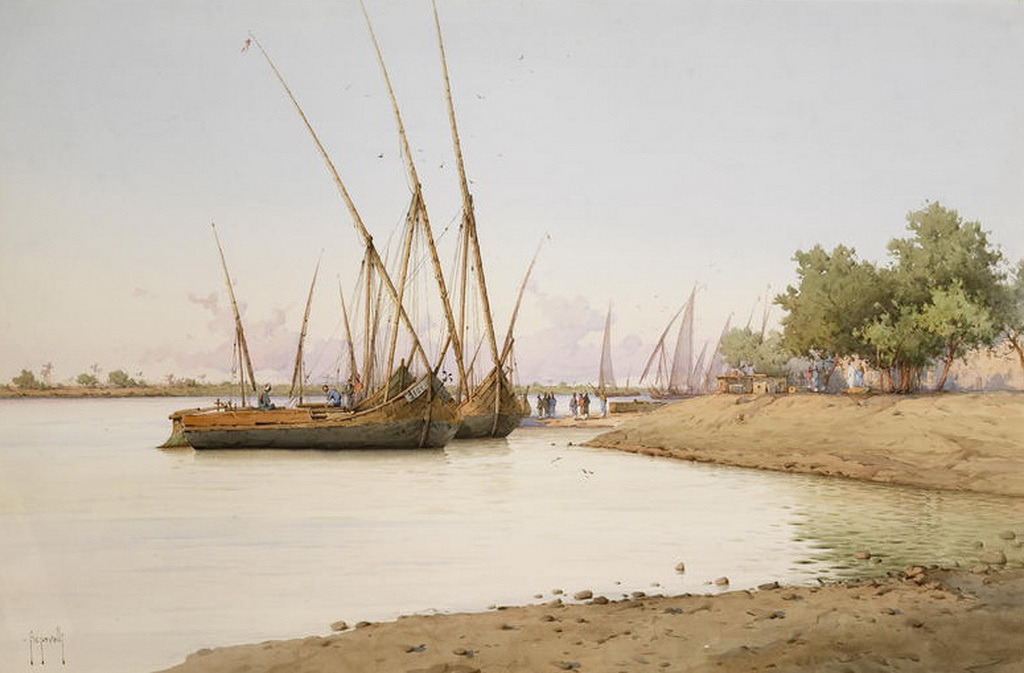
«Фелюги на Ниле возле Каира».

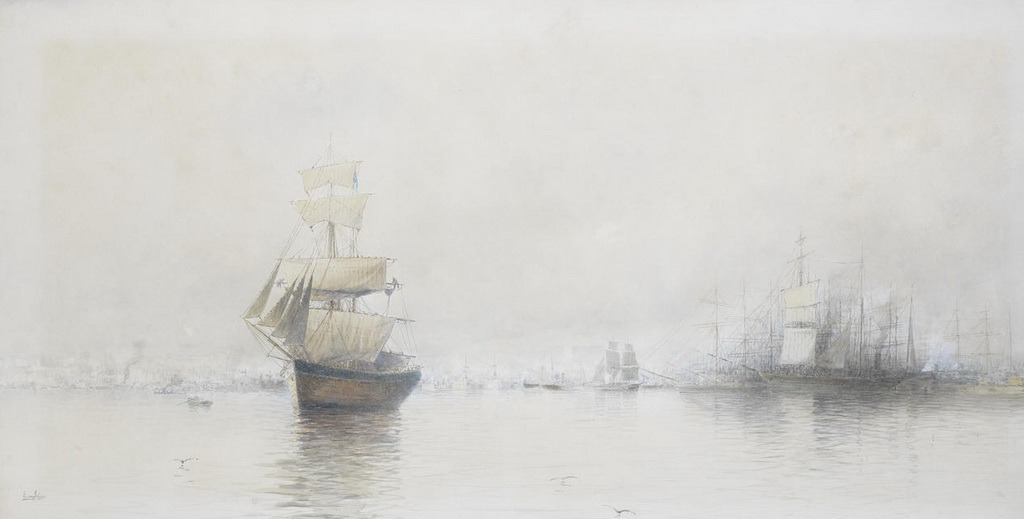
«Корабли на рейде Пирея».

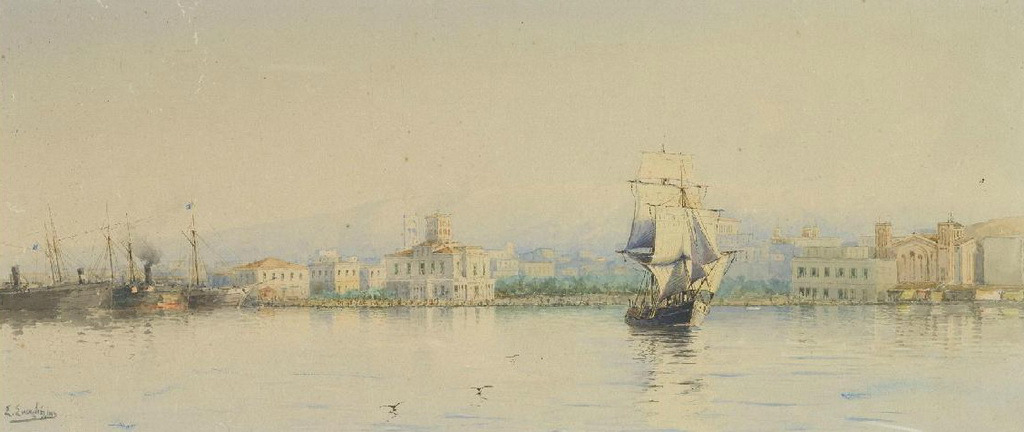
«В гавани Пирея».

Спиридон Скарвелис родился на острове Керкира в 1868 году.
Получил первые уроки живописи в Художественном училище Керкиры и продолжил своё художественное образование в Италии, в Триесте и Риме.
Предшествовавшее рождению художника, воссоединение Ионических островов с Греческим королевством в 1864 году означало также ограничение значения Семиостровной школы в греческой живописи. Следствием перемещения художественного и экономического центра из Керкиры в Афины стало сокращение заказов и ограничение экономических возможностей художников на островах.
Многие художники Ионических островов переехали в греческую столицу, некоторые художники выехали за границу.
Богатая и многочисленная греческая община Египта тех лет была в состоянии предоставить работу художникам Ионических островов.
Самыми значительными художниками Керкиры, обосновавшимися в Египте, были Просалентис, Павлос (младший), Цириготис, Периклис и Скарвелис.
Скарвелис писал в основном пейзажи акварелью. В его работах присутствуют элементы импрессионизма. Он оставил после себя многочисленные пейзажи Египта и своего острова.
Однако искусствоведы считают самой значительной его работой росписи, которые Скарвелис, наряду с другими греческими художниками, выполнил в летнем особняке, построенном на Керкире императрицей Австрии Елизаветой (Елизавета Баварская (императрица Австрии)).
Скарвелис принял участие в ряде групповых выставок в Греции и Египте.
Сегодня его работы хранят и выставляют: Художественная галерея Парламента эллинов, Муниципальные галереи Керкиры и Родоса, Галерея Авероф, Коллекция Левентиса и другие греческие галереи.
Художник умер в 1942 году, в период тройной, германо-итало-болгарской, оккупации Греции, на своём родном острове.